# 研究製造業務受託サービス
研究製造業務受託サービス（けんきゅうせいぞうぎょうむじゅたく-、Contract Research and Manufacturing Services CRAMS）は、医薬品産業におけるアウトソーシングの形態。研究製造業務受託サービスという邦訳は、日経BPがつけた（2007年5月15日「インドの医薬品産業が発展する5つの理由」）。

## 概要
研究製造業務受託サービスは、アメリカ食品医薬品局(FDA)などの国際標準規格に則った製品を供給できる低コスト生産者（注目されているのは、インドの製薬会社）の出現により生まれた。
アメリカなどの医薬品企業は、利益に対して研究開発費が高いという業界特有の構造があるため、常にコスト削減の努力を行っており、アウトソーシングの必要性は増え続けている。
医薬品におけるアウトソーシングは、従来は薬理成分の生産や製剤化等、生産工程の一部分を受託していたが、研究製造業務受託サービスは全工程の委託を請け負っているところに特徴がある。

## 背景
インドの研究製造業務受託サービスが伸びている背景には
- 最先端の専門病院
- 英語を話せる豊富な人材

等がある。

## 成長率
研究製造業務受託サービスは、2006年から2011年にかけて25％以上の年平均成長率で成長するとも言われている。